# Nassausingel (Nijmegen)
De Nassausingel is een korte weg in het stadscentrum van de Nederlandse stad Nijmegen. Deze singel loopt van het Keizer Karelplein tot het Quackplein. Tot eind 2008 was dit het laatste stuk van de Nassausingel zelf.
De Nassausingel is 130 meter lang en 60 meter breed, en geldt als een van de drukste straten in Nijmegen. De singel is nu uitgevoerd als twee-keer-tweebaans weg, met aan de westzijde een busbaan, aan beide zijden een fietspad en aan de oostzijde een trottoir.

## Geschiedenis
De Nassausingel is in 1880 aangelegd. Hij is vernoemd naar het bolwerk of bastion Nassau, dat sinds ongeveer 1600 deel uitmaakte van de vestingwerken en hier in de buurt (nabij de Molenpoort) was gebouwd.
Aan de singel zijn enkele monumentale villa's gebouwd, waaronder de oude burgemeesterswoning van Bert Brouwer. 
In september 1944 (ten tijde van de slag om Nijmegen) brandde de westzijde van de singel af. Daar werd vanaf 1955 de nieuwe stadsschouwburg gebouwd. De villa's aan de andere zijde zijn allemaal in gebruik geweest als uitzendbureau. 
In het midden van de singel lag eerst een plantsoen naar een ontwerp van tuinarchitect Jan Copijn, waar ook de beeldengroep De Vier Jaargetijden van Mathurin Moreau stond die in 1889 aan de stad geschonken werd door de Vereeniging tot Verfraaiing van Nijmegen en het Schependom. Nadat er in het midden van de singel een parkeerplaats was aangelegd, verhuisde de beeldengroep naar het Hunnerpark.
Het Quackplein, waar ook het Quack-monument staat, was tot eind 2008 zelf onderdeel van de Nassausingel. Het sluit aan op de Kronenburgersingel, het centrum en de stationstunnel.
In 2013 werd het plantsoen in het midden van de singel hersteld. Ook keerde ook de beeldengroep De Vier Jaargetijden weer terug. 
Sinds eind 2013 maakt de Nassausingel deel uit van de stadsroutes S101 en S102.

## Galerij

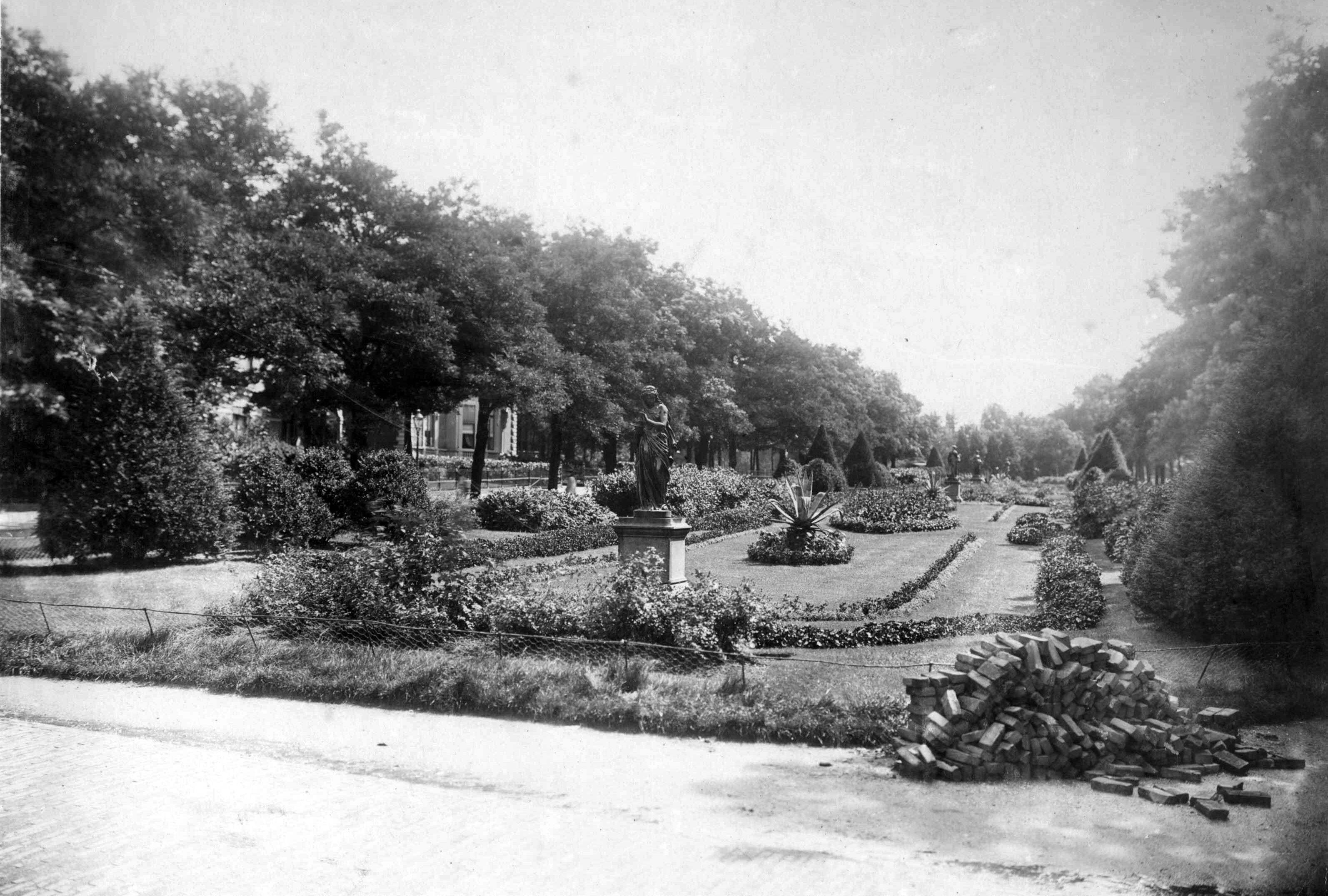
Plantsoen van de Nassausingel 1908
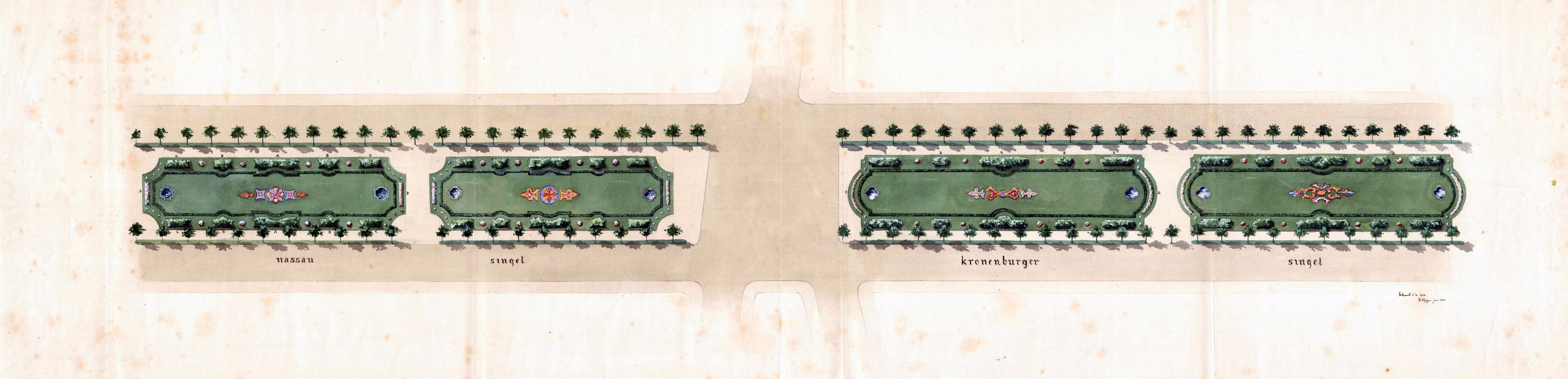
Tekening van het plan van aanleg en beplanting van de Nassausingel en de Kronenburgersingel) 1881
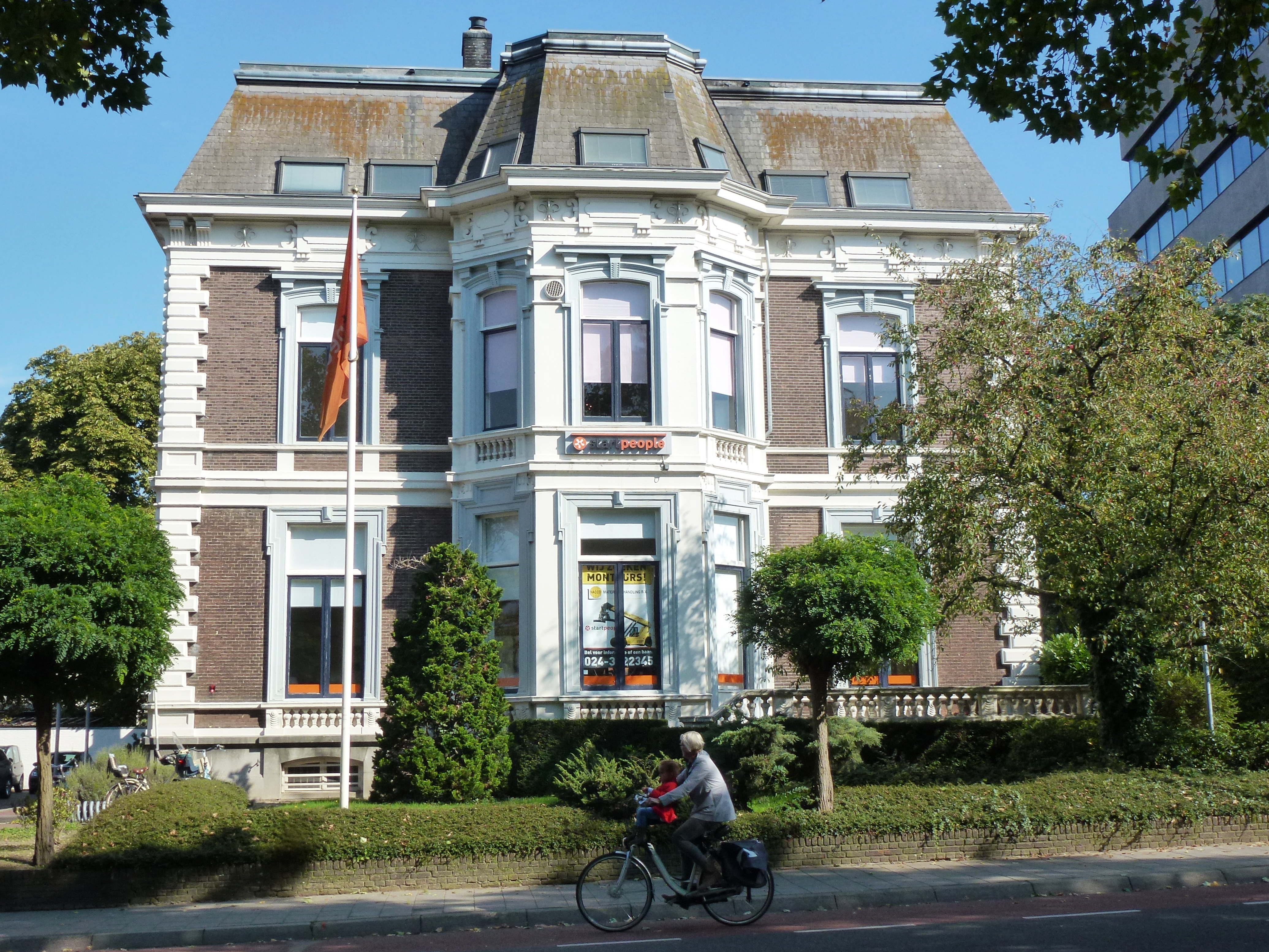
Nassausingel 2
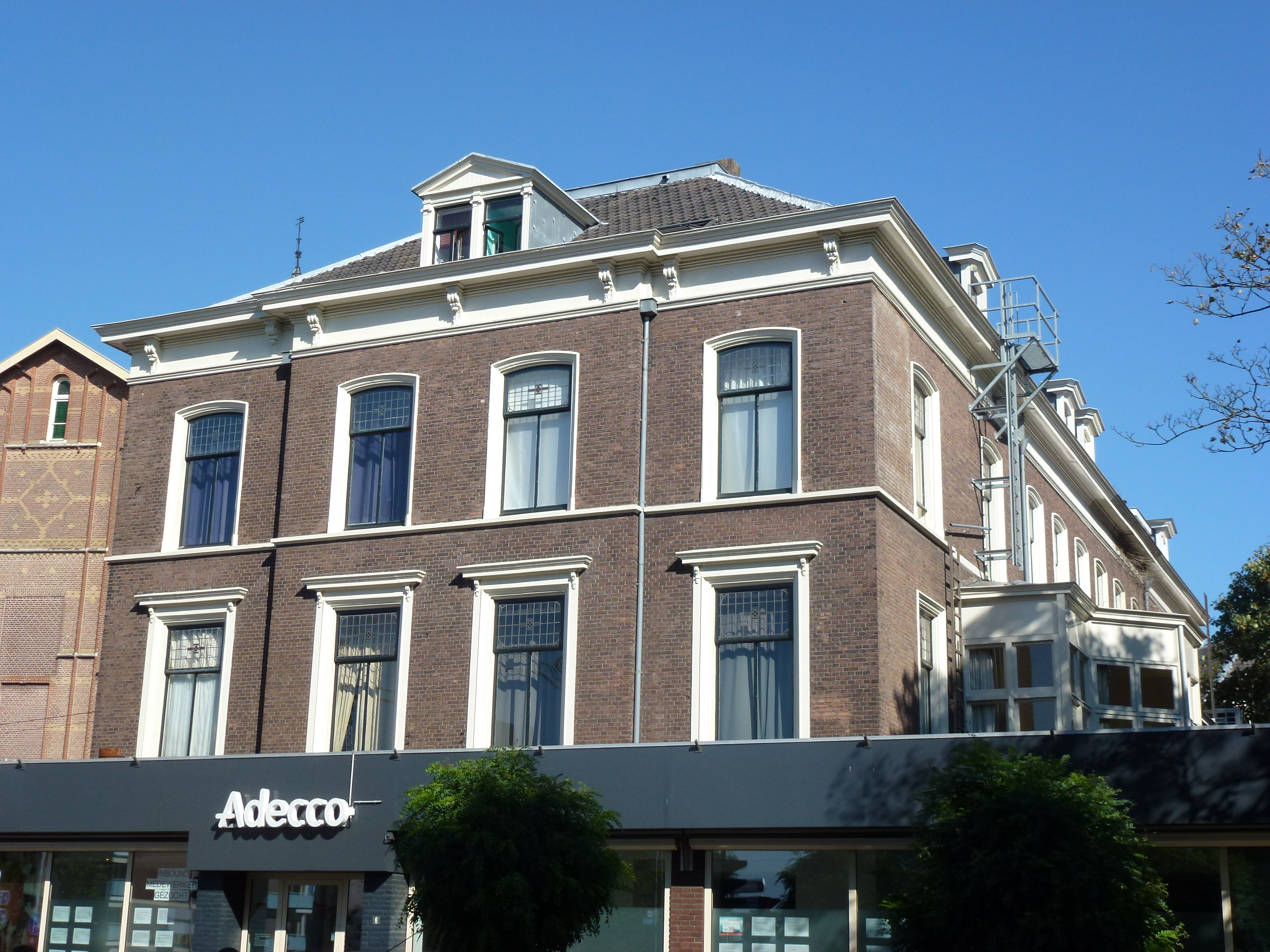
Smetiusstraat 2 zijde Nassausingel 6
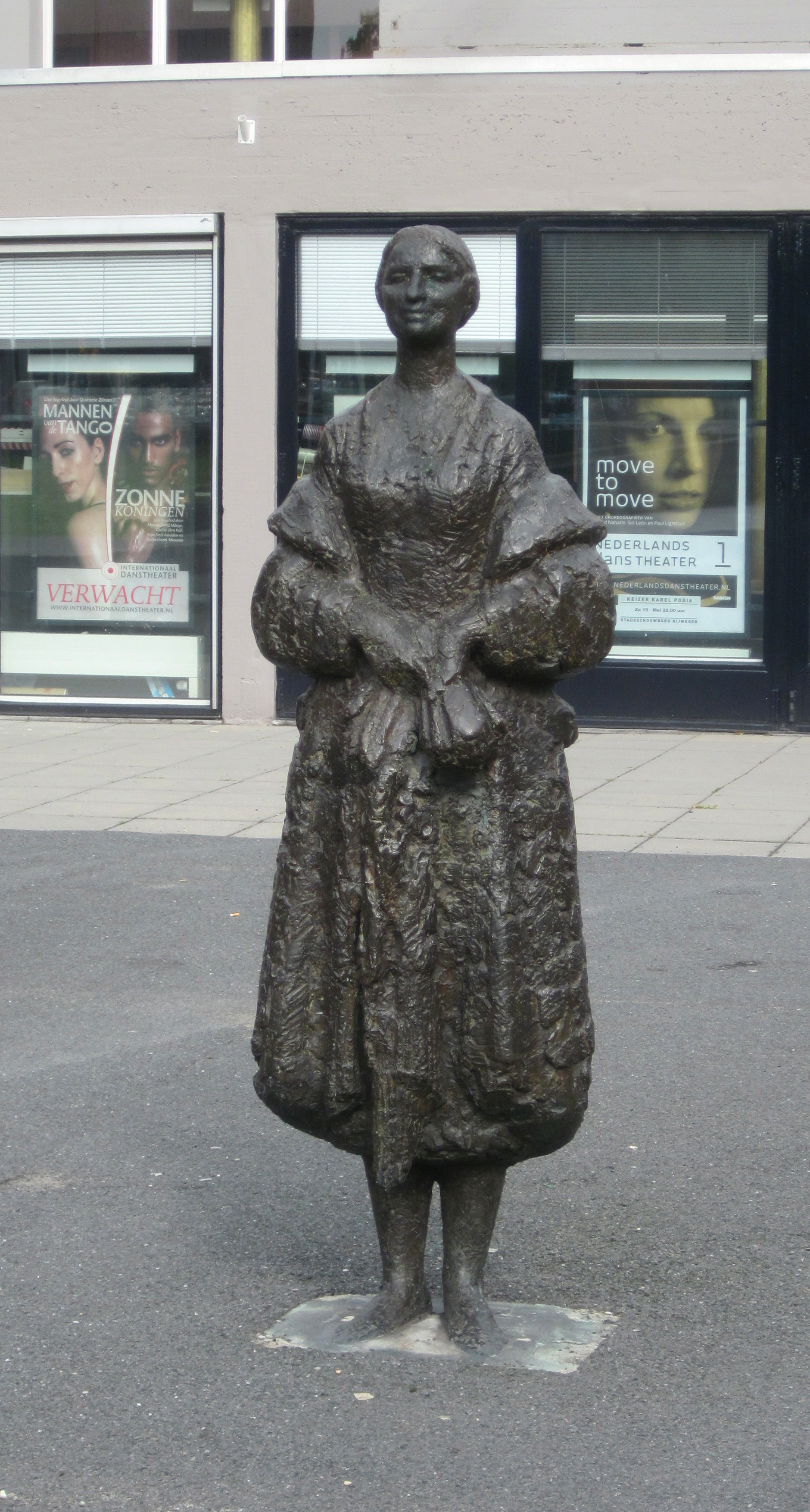
Dame met Stola van Pieter d'Hont
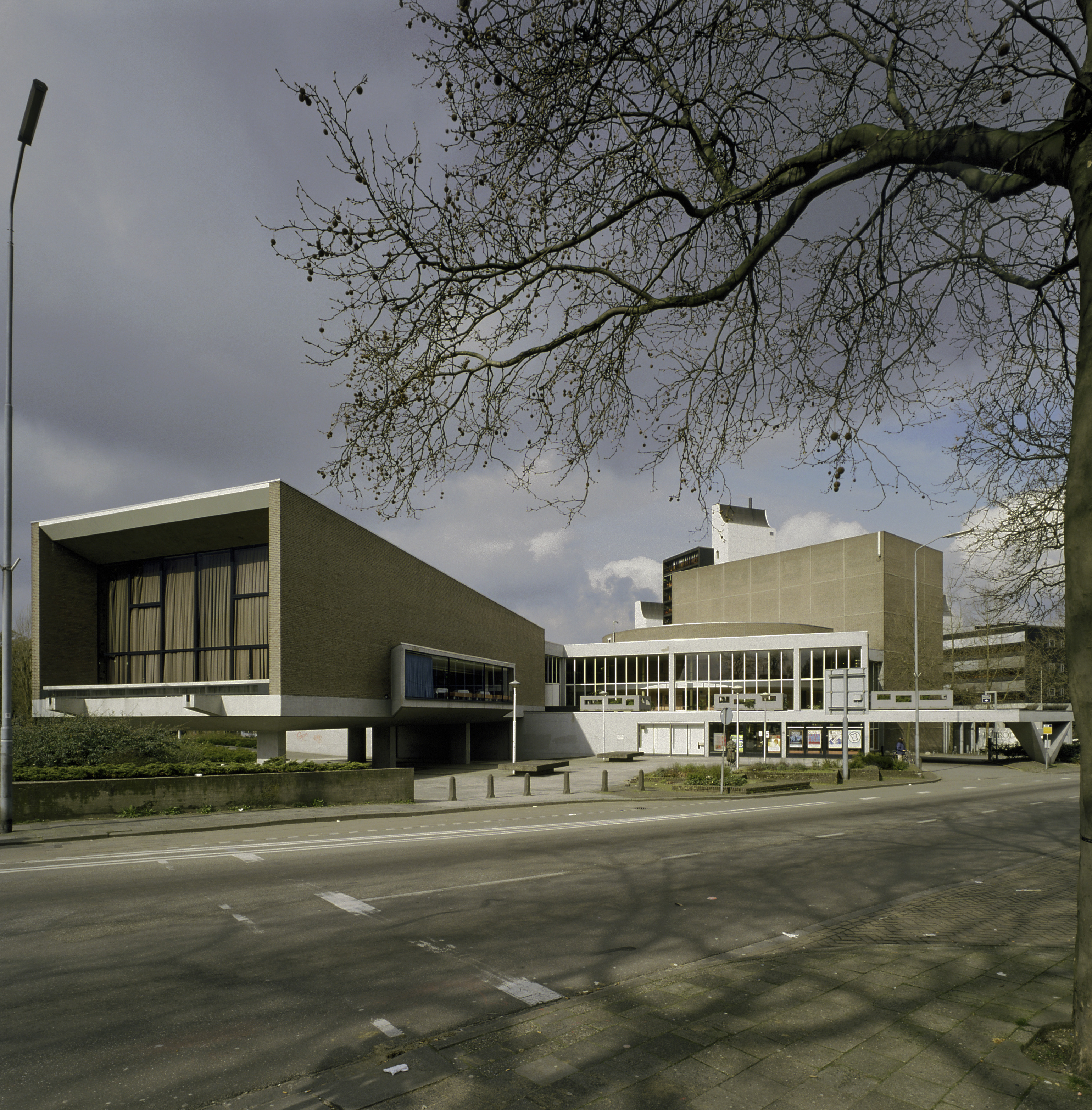
Stadsschouwburg Nijmegen gezien vanaf Nassausingel